# Otothyris lophophanes
Otothyris lophophanes är en fiskart som först beskrevs av Eigenmann och Eigenmann, 1889.  Otothyris lophophanes ingår i släktet Otothyris och familjen Loricariidae. Inga underarter finns listade i Catalogue of Life.